# Amenemhat VII
Sedyefakara Kay Amenemhat, o Amenemhat VII, fue un faraón de la dinastía XIII de Egipto que gobernó de ca. 1730 a 1723 a. C.
Su nombre figura como Sedyef...kara en el registro VI, 18 del Canon Real de Turín, que le asigna el décimo cuarto lugar en la dinastía. 

## Testimonios de su época
Se han encontrado varios objetos con inscripciones de su época: 
- un bloque pétreo, procedente de Medamud (Museo de El Cairo JE15900), en el que también figura el nombre de Jutauyra.[2]
- seis sellos cilíndricos (Museo Petrie UCL11533, UCL11534, Museo de Brooklyn, etc.)
- dos escarabeos (Museo Petrie, MMNY)
- Su nombre aparece inscrito en Saqqara, en la tumba de la reina Juit, una esposa de Teti.
- También aparece en la base de una estatua del dios Montu.

Kim Ryholt le asignó, sin más evidencias, un reinado de 6 a 7 años. 
Según Ryholt, la palabra Kay de su nombre de Sa-Ra puede indicar que no era de estirpe real, ya que puede leerse como hijo de Kay. Si tal hipótesis fuese cierta, su acceso al trono habría sido posible gracias a su matrimonio con Nubhetepti, hija de su predecesor, ya que no hay ningún rey con ese nombre.

## Titulatura
| Titulatura | Jeroglífico | Transliteración (transcripción) - traducción - (referencias) |

| G5 |

| G5 |

| D2 · D1 · N17 · N17 |

| D2 · D1 · N17 · N17 |

| D2 · D1 · N17 · N17 |

| D2 · D1 · N17 · N17 |

| G5 |

| G5 |

| D2 · D1 · N17 · N17 |

| D2 · D1 · N17 · N17 |

| D2 · D1 · N17 · N17 |

| D2 · D1 · N17 · N17 |

| G16 |

| G16 |

| R8 | G30 |

| R8 | G30 |

| G16 |

| G16 |

| R8 | G30 |

| R8 | G30 |

| G8 |

| G8 |

| O29V | F3 · F3 |

| O29V | F3 · F3 |

| G8 |

| G8 |

| O29V | F3 · F3 |

| O29V | F3 · F3 |

| N5 | s | I10 · I9 | G1 | D28 |

| N5 | s | I10 · I9 | G1 | D28 |

| N5 | s | I10 · I9 | G1 | D28 |

| N5 | s | I10 · I9 | G1 | D28 |

| N5 | s | I10 · I9 | G1 | D28 |

| N5 | s | I10 · I9 | G1 | D28 |

| N5 | s | I10 · I9 | G1 | D28 |

| N5 | s | I10 · I9 | G1 | D28 |

| N5 | s | I10 · I9 | G1 | D28 |

| N5 | s | I10 · I9 | G1 | D28 |

| N5 | s | I10 · I9 | G1 | D28 |

| N5 | s | I10 · I9 | G1 | D28 |

| N5 | s | I10 · I9 | G1 | D28 |

| N5 | s | I10 · I9 | G1 | D28 |

| N5 | s | I10 · I9 | G1 | D28 |

| N5 | s | I10 · I9 | G1 | D28 |

| N5 | s | I10 · I9 | HASH | D28 | Z1 |

| N5 | s | I10 · I9 | HASH | D28 | Z1 |

| N5 | s | I10 · I9 | HASH | D28 | Z1 |

| N5 | s | I10 · I9 | HASH | D28 | Z1 |

| N5 | s | I10 · I9 | HASH | D28 | Z1 |

| N5 | s | I10 · I9 | HASH | D28 | Z1 |

| N5 | s | I10 · I9 | HASH | D28 | Z1 |

| N5 | s | I10 · I9 | HASH | D28 | Z1 |

| N5 | s | I10 · I9 | HASH | D28 | Z1 |

| N5 | s | I10 · I9 | HASH | D28 | Z1 |

| N5 | s | I10 · I9 | HASH | D28 | Z1 |

| N5 | s | I10 · I9 | HASH | D28 | Z1 |

| N5 | s | I10 · I9 | HASH | D28 | Z1 |

| N5 | s | I10 · I9 | HASH | D28 | Z1 |

| N5 | s | I10 · I9 | HASH | D28 | Z1 |

| N5 | s | I10 · I9 | HASH | D28 | Z1 |

| D28 | M17s | M17s | M17 | Y5 · n | G17 | F4 · t |

| D28 | M17s | M17s | M17 | Y5 · n | G17 | F4 · t |

| D28 | M17s | M17s | M17 | Y5 · n | G17 | F4 · t |

| D28 | M17s | M17s | M17 | Y5 · n | G17 | F4 · t |

| D28 | M17s | M17s | M17 | Y5 · n | G17 | F4 · t |

| D28 | M17s | M17s | M17 | Y5 · n | G17 | F4 · t |

| D28 | M17s | M17s | M17 | Y5 · n | G17 | F4 · t |

| D28 | M17s | M17s | M17 | Y5 · n | G17 | F4 · t |

| D28 | M17s | M17s | M17 | Y5 · n | G17 | F4 · t |

| D28 | M17s | M17s | M17 | Y5 · n | G17 | F4 · t |

| D28 | M17s | M17s | M17 | Y5 · n | G17 | F4 · t |

| D28 | M17s | M17s | M17 | Y5 · n | G17 | F4 · t |

| D28 | M17s | M17s | M17 | Y5 · n | G17 | F4 · t |

| D28 | M17s | M17s | M17 | Y5 · n | G17 | F4 · t |

| D28 | M17s | M17s | M17 | Y5 · n | G17 | F4 · t |

| D28 | M17s | M17s | M17 | Y5 · n | G17 | F4 · t |